# Kłocko
Kłocko – wieś w Polsce, położona w województwie łódzkim, w powiecie sieradzkim, w gminie Sieradz. Leży na południowym skraju Sieradza.
Wieś królewska w starostwie sieradzkim w powiecie sieradzkim województwa sieradzkiego w końcu XVI wieku. W latach 1954–1958 wieś należała i była siedzibą władz gromady Kłocko, po jej zniesieniu w gromadzie Monice. W latach 1975–1998 miejscowość położona była w województwie sieradzkim.

## Historia
Pierwsze informacje dotyczące tej wsi królewskiej zawarte są w dokumencie z 1353 r. (dotyczącym sprzedaży sołectwa w Brzeźniu, w którym wymieniony jest sołtys kłocki Thilo, civis Siradiensis. Na 1393 r. datowana jest wzmianka o Krocznie de Cloczsko, a z 1408 r. przekaz odnotowujący Mich. de Klotsko. W XV w. wieś związana być może ze Świnkami Charłupskimi, a następnie z Malskimi h. Nałęcz.
W Kłocku w latach 1707–1711 wystawiono kaplicę drewnianą pw. św. Rocha. Przyczyną jej budowy była epidemia cholery. Pisano o tym w nr 151/1900 r. „Gazety Kaliskiej”. Chcąc uniknąć zarazy, magistrat sieradzki i część mieszczan na czas jej trwania przenieśli się do Kłocka. Kaplicę tę w 1756 r. gruntownie odbudowano, nadając jej wezwanie św. Walentego Męczennika. Ta kaplica uległa spaleniu w latach 30. XIX wieku. Kłocko do 1972 r. wchodziło w skład parafii Wszystkich Świętych w Sieradzu.

## Zabytki
- Kościół św. Walentego w Kłocku
- Nad brzegiem Myi (Meszny) w latach 1984–1987 archeolodzy zidentyfikowali na istniejącym tutaj kopcu relikty gródka rycerskiego datowanego na środkową tercję XIV wieku. Stwierdzono istnienie fosy. Wyniki prac zostały opublikowane w „Sieradzkim Roczniku Muzealnym” nr 8/1991–92.

Według rejestru zabytków NID na listę zabytków wpisany jest obiekt:
- kaplica pw. św. Walentego, drewniana, 1756, nr rej.: 833 z 28.12.1967

## Turystyka
Przez wieś prowadzi  zielony szlak pieszy im. Władysława S. Reymonta, który mieszkał w pobliskiej Charłupi Wielkiej.